# Zaur Mankiyev
Zaur Mankiyev –en ruso, Заур Манкиев– (24 de marzo de 1992) es un deportista ruso que compite en lucha libre. Ganó una medalla de bronce en el Campeonato Europeo de Lucha, en la categoría de 74 kg.

## Palmarés internacional
| Campeonato Europeo | Campeonato Europeo | Campeonato Europeo | Campeonato Europeo |
| Año                | Lugar              | Medalla            | Categoría          |
| ------------------ | ------------------ | ------------------ | ------------------ |
| 2016               | Riga (Letonia)     | Medalla de bronce  | 74 kg              |